# Nado sincronizado no Campeonato Europeu de Esportes Aquáticos de 2016 - Rotina técnica solo
A prova da rotina técnica solo do nado sincronizado no Campeonato Europeu de Esportes Aquáticos de 2016 ocorreu no dia 12 de maio em Londres, no Reino Unido. 

## Calendário
| Fase  | Data       | Hora  |
| ----- | ---------- | ----- |
| Final | 12 de maio | 08:30 |

Todos os horários estão no horário local (UTC+0)

## Medalhistas
| Ouro                     | Prata                | Bronze              |
| Svetlana Romashina (RUS) | Anna Voloshyna (UKR) | Linda Cerruti (ITA) |

## Resultados
Esses foram os resultados da competição.
| Pos.              | Nadadora             | Nacionalidade |         |
| Pos.              | Nadadora             | Nacionalidade | Pontos  |
| ----------------- | -------------------- | ------------- | ------- |
| Medalha de ouro   | Svetlana Romashina   | Rússia        | 93.8865 |
| Medalha de prata  | Anna Voloshyna       | Ucrânia       | 90.7289 |
| Medalha de bronze | Linda Cerruti        | Itália        | 87.1493 |
| 4                 | Evangelia Platanioti | Grécia        | 86.0587 |
| 5                 | Cristina Salvador    | Espanha       | 85.5766 |
| 6                 | Anastasia Gloushkov  | Israel        | 83.9223 |
| 7                 | Vasiliki Alexandri   | Áustria       | 83.2970 |
| 8                 | Estel-Anaïs Hubaud   | França        | 83.1091 |
| 9                 | Sascia Kraus         | Suíça         | 80.4545 |
| 10                | Olivia Allison       | Reino Unido   | 79.2639 |
| 11                | Margot de Graaf      | Países Baixos | 77.9689 |
| 12                | Marlene Bojer        | Alemanha      | 75.6986 |
| 13                | Mia Šestan           | Croácia       | 72.4361 |
| 14                | Hristina Damyanova   | Bulgária      | 72.3917 |
| 15                | Nea Hannula          | Finlândia     | 69.5557 |
| 16                | Nevena Dimitrijević  | Sérvia        | 69.1898 |
| 17                | Ana Baptista         | Portugal      | 66.4256 |